# Utricularia stygia
Utricularia stygia — вид рослин із родини пухирникових (Lentibulariaceae).

## Біоморфологічна характеристика
Водна, занурена (іноді вкорінюється), хижа рослина. Стеблини 5–20 см. Листові сегменти з 2–4 10) зубцями. Суцвіття складається з 1–4 квіток. Чашечка червоно-зелена. Віночок темно-жовтий, 12–15 мм, з короткими червоно-коричневими смужками. Зимує в туріонах (зимових бруньках), які вільно плавають на поверхні води.

## Середовище проживання
Цей вид росте в Північній Америці, північній і гірській Європі: Швеція, Норвегія, Данія, Фінляндія, Англія, Німеччина, Австрія, Чехія, Аляска, Канада.
Вид зростає в неглибоких оліготрофних і мезотрофних водоймах, на торф'яних болотах, у ставках, також у вторинних місцях проживання, створених після видобутку торфу, або в канавах від низовин на півночі до гірського ярусу в Альпах. Потребує стабільного водного режиму. Хоча він може переносити зниження рівня води на короткий час, субстрат не повинен повністю висихати.